# ペトラス
ペトラス（PETRAS）は、イオン、三菱商事、三菱商事エネルギーの合弁会社であるメガペトロ株式会社が運営するガソリンスタンド。由来はsupply petrol as shoppingで、「買い物しながら給油」というコンセプトを表現している。
店舗形態はセルフ式またはセミセルフ式。イオングループが運営するショッピングセンター内に併設される形で展開しており、単体での出店はしていない。1996年（平成8年）11月21日にイオン前沢SC内に出店したのが1号店となっている。
イオンカードおよび提携カード以外のクレジットカードは利用出来ないが、一部の店舗では、電子マネー「WAON」が利用可能である。

## 主要イベント
給油価格が割引になるイベントを実施する場合、割引コードを従業員に提示またはパネルに入力することによって優待を受けることが出来る。
- 毎月10日・20日・30日 - ペトラス感謝デー（月によって変更あり）
- 2016年3月より毎月20日 - メガ感謝デー
- 毎月15日 - ペトラスゆうゆう感謝デー
- 毎週金曜日 - 洗車特売日
- メール、LINE会員による優待価格
- 店舗によっては併設するイオングループの店舗で買い物をすると優待価格で給油できる割引券を配布している。

## 関連事業
- 灯油宅配事業 -WEBから登録・発注可能（配達エリア：WEBで要確認）

## 撤退した事業
- エスブランドFC クイックリペア板金・塗装
- レンタカー事業（ニコニコレンタカーFC）

## 運営店舗

### 現在営業している店舗
原則として直営だが、長野県内にある南松本店と信州山形店に関しては、直営を経て地元企業の本久に委託している。
東北
- 十和田店
- 七戸店
- 柏店
- 平賀店
- 下田店
- 盛岡南店
- 前沢店
- 金ヶ崎店
- 仙台泉店
- 石巻店
- セルフ多賀城店
- 栗原店
- 古川店
- 柴田店
- 加美店
- 涌谷店
- 能代北店
- 天王店
- 大曲店
- 五城目店
- 新庄店
- 白河西郷店

関東
- 佐野新都市店
- 那須塩原店
- さくら店
- 太田店
- 浦和美園店

中部
- 新潟南店
- 小千谷店
- 村上東店
- 六日町店
- 高岡南店
- 加賀の里店
- かほく店
- しおだ野店
- 南松本店
- 信州山形店（旧：山形店）
- 茅野店（イオンタウン茅野内）
- 浜松市野店
- 富士南店
- 豊橋南店

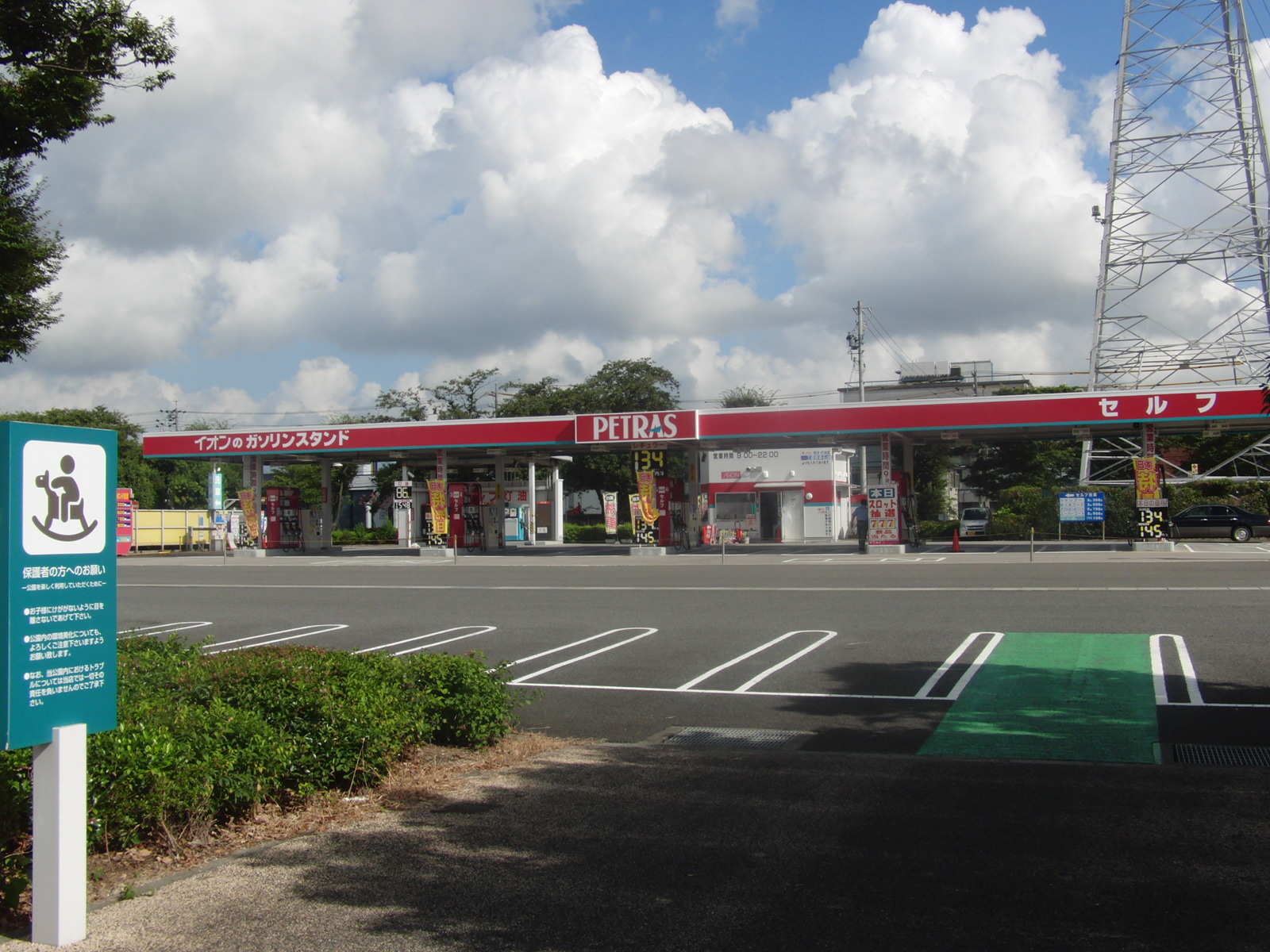
鈴鹿店

- 津河芸店（ザ・ビッグエクストラ津河芸店内）

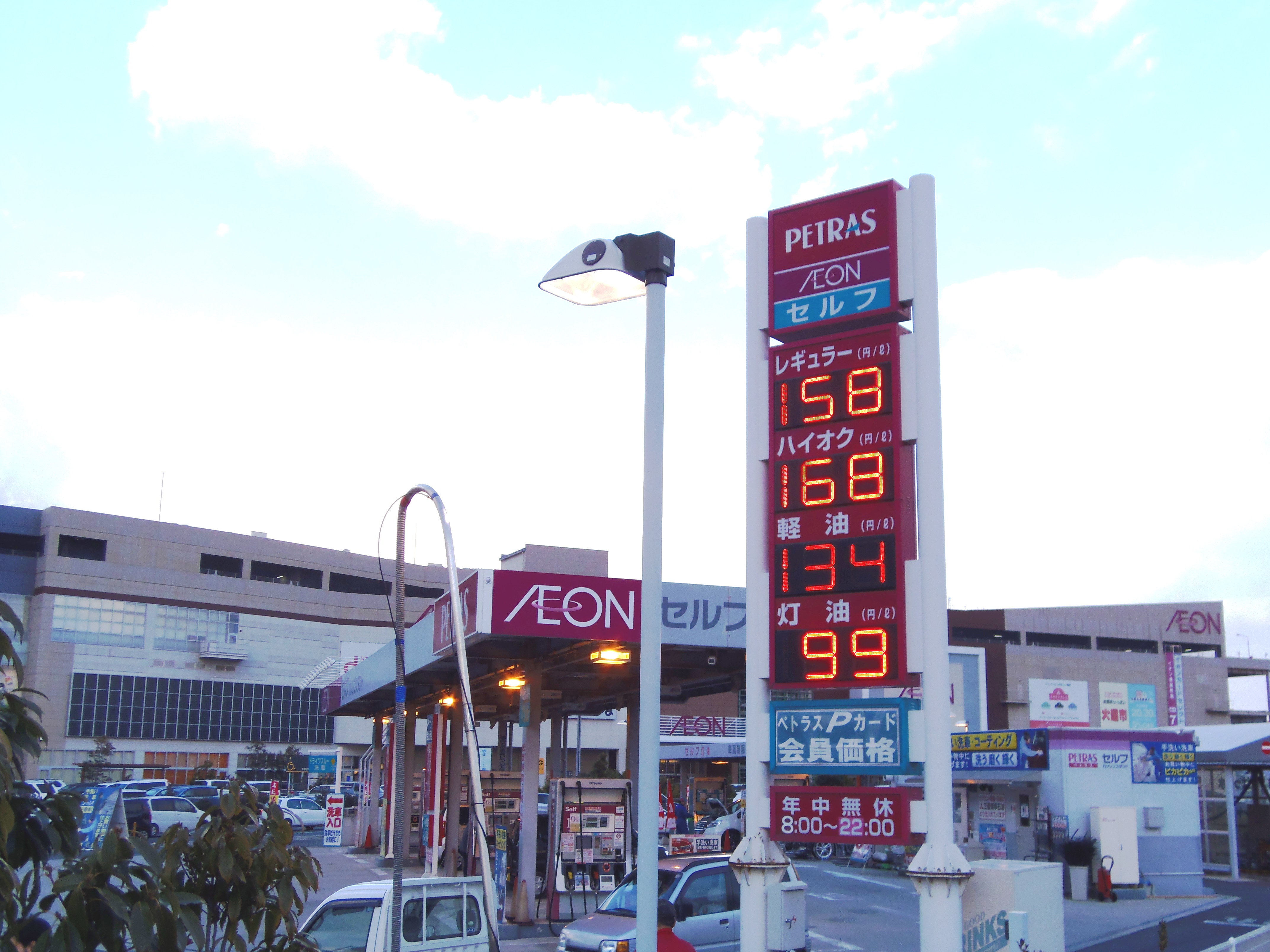
綾川店

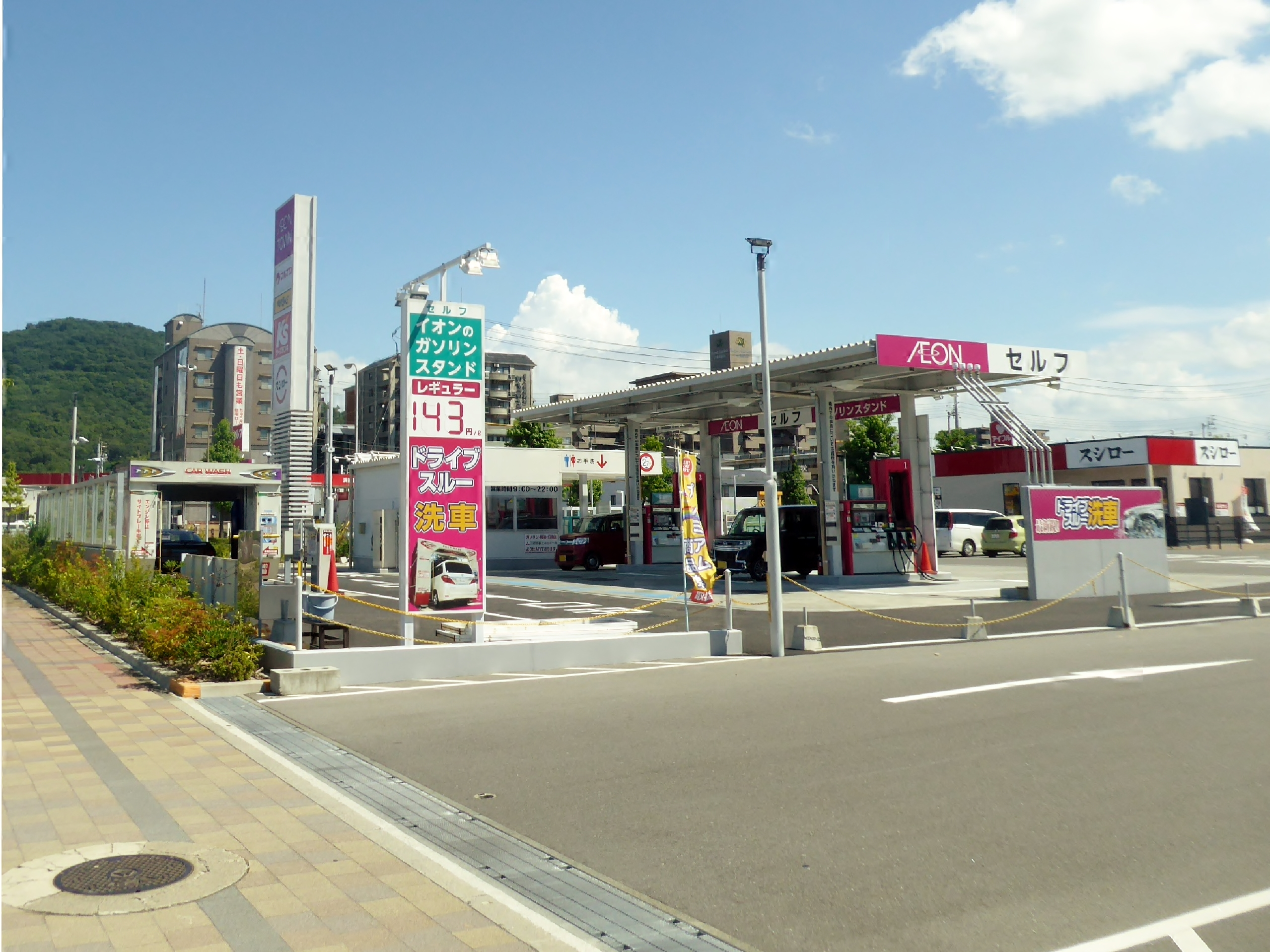
宇多津店

- 鈴鹿店
- 多気店

中国・四国
- イオンタウン大田店（イオンタウン大田内）
- 本郷店
- 高屋店
- 世羅店
- 防府店
- 寒川店
- 綾川店
- 宇多津店

九州
- 福岡店
- 志摩店
- 大木店（イオンスーパーセンター大木店内）
- 佐賀店
- 都城早水店
- 都城店
- 隼人国分店
- 姶良店

### かつて存在した店舗

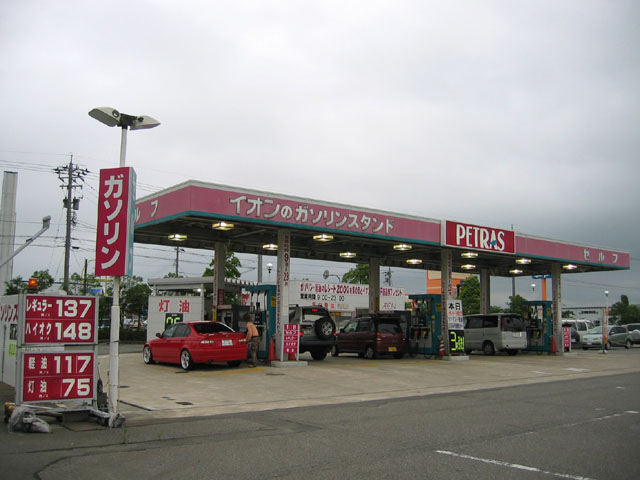
新小松店（2007年撮影）

運営会社を移管の上、三菱商事エネルギーにブランドを変更した店舗が多い。
- 北海道
  - 苫小牧店（2010年3月をもって地元企業に売却・ENEOSに転換）
  - 三笠店（2010年3月をもって地元企業に売却・ENEOSに転換）
- 東北
  - 新東根店（2011年5月末をもって閉店）
  - 名取店（2011年7月末で閉店）
  - 盛岡渋民店（2012年8月 全農東北エネルギーへ売却・JA-SSに転換）
  - 三川店（2016年11月 三菱商事エネルギーへ売却）
  - 酒田南店（2016年11月 三菱商事エネルギーへ売却）
  - 湯沢店（2022年11月 三国商事へ売却・apollostationに転換）
  - 中仙店（2023年8月末で閉店・解体）
- 関東
  - 土浦店（2010年11月に営業権を地元企業に譲渡・三菱商事エネルギーに転換）
  - 水戸南店（三菱商事石油へ売却）
  - おゆみ野店（三菱商事石油へ売却）
- 中部
  - 松任店（2011年3月末をもって地元企業へ売却・コスモ石油に転換）
  - 新小松店（2013年5月末をもって閉店・地元企業に売却の上でコスモ石油に転換）
- 九州
  - 嘉島店（2015年8月末で三菱商事石油へ売却）